# Lily Loveless
Lily May Loveless (London, 1990. április 16. –) angol színésznő. 
Leginkább a Skins című BAFTA-díjas brit televíziós sorozatból ismert.

## Színészi pályafutása
Színésznőként a Skins harmadik szezonjában mutatkozott be, melyben a szexualitását megkérdőjelező, igencsak önfejű és szókimondó, politikai aktivista tinédzsert, Naomi Campbellt alakította. Karakterét saját maga egy szélsőséges verziójának nevezte, a sorozatbeli komolyabb jeleneteit pedig (mint pl. a szexjelenetek) hasznos tapasztalatoknak, melyekkel jelentősen elősegítheti színésznői képességei fejlődését.
2009-ben szerepel a Seven PM című angol kisfilmben. 2010-ben pedig egy újabb nagyobb szerephez jutott, a The Fades című sorozatban a főszereplő Paul húgát, Anna-t alakítja. A sorozat 2011. szeptember 21-én debütált. 2011-ben a Sket thrillerben szerepelt.

## Magánélete
Lily a Millfields Community általános iskolának és a Cardinal Pole középiskolának is tanulója volt, mely intézmények London keleti részén, Hackney-ben vannak. Az NME-nek elárulta, hogy a kedvenc együttesei az Arctic Monkeys és a Red Hot Chili Peppers. Emellett tudjuk róla, hogy tud dobolni, valamint egy interjúban azt is elárulta, hogy dohányzik.

## Filmjei
- Skins (2009-2013)
- Sarah Jane kalandjai (2011)
- Banks nyomozó (2014)
- Muskétások (2016)
- Az idegen (2020)